# Dichagyris albicolaris
Dichagyris albicolaris là một loài bướm đêm trong họ Noctuidae.